# Bernkastel (Schiff)
Die  Bernkastel ist ein Tagesausflugsschiff  der Mosel Personenschifffahrt mit Heimathafen Bernkastel-Kues. Es wird seit 2016 im Ausflugsverkehr auf der Mosel  eingesetzt.

## Technik
Das Schiff hat eine Länge von 40,50 Meter, ist 6,22 Meter breit und hat einen Tiefgang von 0,80 Meter. Als Hauptmaschinen sind zwei V10-Motoren mit je 220 PS von Mercedes verbaut. Der Antrieb erfolgt durch zwei Schottel-Ruderpropeller. Das Schiff ist für 540 Personen zugelassen, hat im geschlossenen Hauptdeck eine Küche, Theke und Toiletten und gut 100 Sitzplätze. Weitere etwa 40 überdachte Sitzplätze befinden sich im oberen Deck hinter dem Steuerstand. Offene Sonnenplätze gibt es im Mitteldeck und im Oberdeck.

## Geschichte
Unter der Baunummer 72 wurde das Schiff als Neubau für die Personenschiffahrt Stadler bei der Lux-Werft in Niederkassel am Rhein gefertigt und 1979  mit dem Namen Kelheim und dem Heimathafen Kelheim in Dienst gestellt. Bis zum Jahr 2015 war die Kelheim im Einsatz als Tagesausflugsschiff der Personenschiffahrt Stadler GmbH und wurde im Ausflugsverkehr auf Donau und Main-Donau-Kanal eingesetzt. Befahren wurde mit ihr die Donaustrecke zwischen Kelheim und Kloster Weltenburg, der Donaudurchbruch und im Tal der Altmühl die Strecke von Kelheim bis Riedenburg. Im Jahr 2015 wurde das Schiff an die Mosel Personenschifffahrt  verkauft und befährt dort als Bernkastel die Mosel.

### Vorgänger und Nachfolger derKelheim 1979
Die Kelheim von 1979 war das zweite Schiff der Personenschiffahrt Stadler GmbH mit diesem Namen. Vorgänger war die 1958 von der Schiffswerft Christof Ruthof in Regensburg gebaute Kelheim, die 1979 nach Bodman an den Bodensee verkauft wurde und dort jetzt als Raiffeisen fährt. Der Neubau Kelheim (2015) der Lux-Werft mit der Baunummer 208 ist das dritte Schiff des Betreibers mit diesem Namen.